# 國見山悦吉
國見山 悦吉（くにみやま えつきち、1876年（明治9年）3月28日 - 1924年（大正13年）9月25日）は、高知県土佐郡（現：高知県高知市）出身で友綱部屋に所属した大相撲力士。本名は松下 悦吉（まつした えいきち）で、一時期は河野 悦吉（こうの えいきち）。最高位は東大関。

## 来歴
1876年3月28日に高知県土佐郡（現：高知県高知市）で生まれる。愛媛県の炭鉱へ出稼ぎに行った際にその巨体と怪力を知った板垣退助から勧誘され、 友綱部屋へ入門、1894年1月場所で「鏡川」の四股名で初土俵を踏む。1899年1月場所で新十両昇進、1900年1月場所で新入幕を果たした。その後も順調に出世していき、1901年5月場所では7勝2敗の好成績で小結昇進、1903年1月場所では関脇で8勝1敗の好成績を残し、1905年1月場所ではついに9戦全勝（当時の幕内力士は千秋楽を休場する慣習があった）の最優秀成績を挙げ、荒岩亀之助と共に大関へ昇進した。
恰幅が良く均整の取れた体格から、組んで良し離れて良しの取り口で小兵力士に強く、下位に対する取りこぼしも少なく、幕内勝率は79％に達し、実力は横綱級と言われていた。だが常陸山谷右エ門に歯が立たなかった（9敗3分1預）ことが響いて横綱昇進は果たせなかった。1908年5月場所で膝を脱臼してからは急速に衰えてしまった。脱臼自体も癖になってしまい、晩年は引き分けの回数（取組中に脱臼しての痛み分けも含む）が増え、1912年5月場所を最後に現役を引退、年寄・放駒を襲名した。
1917年11月29日午前1時30分、旧・両国国技館1階売店「福井軒」にあった火消壺からの出火による火災が発生した。放駒は当直勤務だったために消火器を持って消火活動に当たるも、回向院の花売り場や本堂を含めて全焼、午前2時40分に鎮火した。放駒は大火傷を負って昏睡状態となり、すぐに浅草・明治病院へ搬送されたが順調に回復し、退院後はその行動を称賛された。
1920年5月場所後に廃業、同じく廃業した友綱部屋同門の兄弟弟子・太刀山と装飾関係の会社を立ち上げたこともあった。1924年9月25日に死去、48歳没。
色白の美男力士として人気が高く、1910年9月に毎日電報社が日本一の美男を決めようとした際には候補とされ当選した。
好物は洋食で、現役時代の文献にもそれが確認された。

## 成績
- 幕内在位：26場所（うち大関15場所、関脇5場所、小結2場所）
- 幕内成績：111勝29敗24分5預91休　勝率.793
- 大関成績：53勝12敗17分3預65休　勝率.815

### 場所別成績
| 1895年 （明治28年） | 東序ノ口14枚目 –         | 西序二段20枚目 –              |
| 1896年 （明治29年） | 西序二段26枚目 –         | 西三段目20枚目 –              |
| 1897年 （明治30年） | 西三段目19枚目 –         | 西三段目2枚目 –               |
| 1898年 （明治31年） | 東幕下17枚目 –           | 東幕下20枚目 1–0 （対十両戦） |
| 1899年 （明治32年） | 西十両8枚目 6–1 1分      | 西十両2枚目 8–0 1分           |
| 1900年 （明治33年） | 西前頭6枚目 3–4–1 2分    | 西前頭6枚目 0–1–9             |
| 1901年 （明治34年） | 西前頭7枚目 5–2–1 1預1分 | 東前頭3枚目 7–2–1             |
| 1902年 （明治35年） | 東小結 4–2–4             | 東小結 5–0–2 1預2分           |
| 1903年 （明治36年） | 東関脇 8–1–1             | 東関脇 7–2–1                  |
| 1904年 （明治37年） | 東関脇 6–2–1 1分         | 東関脇 4–1–4 1分              |
| 1905年 （明治38年） | 東関脇 9–0–1             | 東大関 4–0–5 1分              |
| 1906年 （明治39年） | 東大関 7–2–1             | 東大関 5–0–4 1分              |
| 1907年 （明治40年） | 東大関 6–1–3             | 東大関 4–2–2 1預1分           |
| 1908年 （明治41年） | 東大関 6–1–1 2分         | 東大関 2–1–7                  |
| 1909年 （明治42年） | 西張出大関 0–0–10        | 西張出大関 3–2 5分            |
| 1910年 （明治43年） | 西張出大関 2–0–4 4分     | 西張出大関 7–1 2分            |
| 1911年 （明治44年） | 西張出大関 2–0–8         | 西大関 0–0–10                 |
| 1912年 （明治45年） | 東大関 5–2 1預2分        | 西大関 引退 0–0–10            |
| 各欄の数字は、「勝ち-負け-休場」を示す。 優勝 引退 休場 十両 幕下 三賞：敢=敢闘賞、殊=殊勲賞、技=技能賞 その他：★=金星 番付階級：幕内 - 十両 - 幕下 - 三段目 - 序二段 - 序ノ口 幕内序列：横綱 - 大関 - 関脇 - 小結 - 前頭（「#数字」は各位内の序列） |                          |                               |

- 幕下以下の地位は小島貞二コレクションの番付実物画像による。また幕下以下の勝敗数等は暫定的に対十両戦の分のみを示す。